# Renesas Electronics
Renesas Electronics K.K. (jap. ルネサス エレクトロニクス株式会社, Runesasu Erekutoronikusu Kabushiki-gaisha, engl. Renesas Electronics Corporation) ist ein weltweit agierender japanischer Halbleiterkonzern.

## Allgemeines

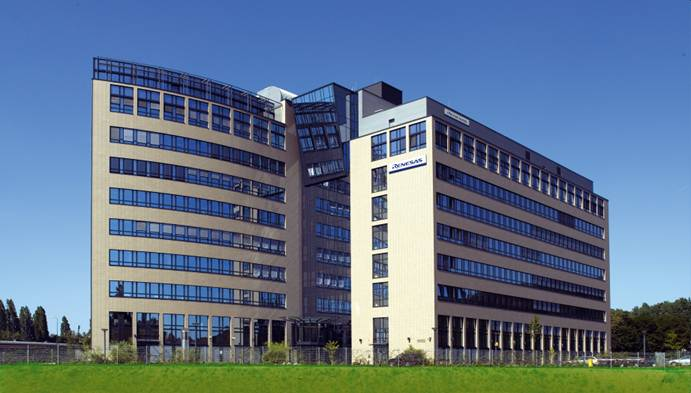
Hauptsitz von Renesas Electronics Europe GmbH in Düsseldorf

Renesas Electronics ist der Zusammenschluss der ausgegliederten Halbleiterbereiche von Hitachi, Mitsubishi Electric und NEC. Der Name Renesas steht für Renaissance Semiconductor for Advanced Solutions.
Die Muttergesellschaft hat ihren Hauptsitz in Toyosu, Kōtō, Tokio und ist durch Tochtergesellschaften mit zahlreichen regionalen Niederlassungen präsent, in Europa durch die Tochtergesellschaften Renesas Electronics Europe GmbH mit Hauptsitz in Düsseldorf und Renesas Electronics Germany GmbH in Dresden, sowie Zweigstellen z. B. in Dornach, Kirchheim unter Teck, Bourne End, Mailand, Stockholm, und Vélizy.
Renesas bietet eine breite Palette von Mikrocontrollern, Analog ICs und Leistungshalbleitern für verschiedene Branchen an. Zu den aktuell häufig eingesetzten Microcontrollerfamilien von Renesas zählen unter anderem RH850, R-CAR, RL78 und RX.

## Geschichte
Im Jahr 2003 hatten zunächst Hitachi und Mitsubishi ihre Halbleiterbereiche unter dem Namen Renesas Technology zusammengefasst.
Renesas Technology gab im Juni 2004 bekannt, dass es seine Halbleiterfabrik in Alsdorf schließen wird. Die Fabrik war ursprünglich zu Beginn der 1990er von Mitsubishi Electric errichtet worden. Die Renesas-Fabrik in Landshut, ursprünglich ebenso in den frühen 90ern von Hitachi gegründet, wurde im Jahr 2010 an LFoundry verkauft.
Der Zusammenschluss mit der im Jahr 2002 von NEC abgespaltenen NEC Electronics wurde im April 2010 unter dem neuen Namen Renesas Electronics vollzogen.
Anfang der 2010er Jahre steuerte Renesas durch mangelnde Auslastung in teils veralteten Fabrikationswerken in die Verlustzone und erhielt in dieser Krise staatliche Unterstützung. Das staatlich dominierte PPP-Unternehmen Innovation Network Corporation of Japan INCJ wurde Mehrheitseigner, um eine drohende feindliche Übernahme und daraus entstehende Risiken für die japanische Wirtschaft abzuwenden.
Das Tōhoku-Erdbeben im März 2011 beschädigte die Renesas-Fabrik in Hitachinaka so stark, dass die Produktion gestoppt werden musste. Die Reparaturarbeiten wurden durch zahlreiche Helfer von Kunden, Lieferanten und Konkurrenten unterstützt, sodass der Produktionsbetrieb schon im Juni wieder aufgenommen werden konnte.
Ende März 2011 gab Renesas die Absicht zum Verkauf der Fabrik in Roseville (USA) an Telefunken Semiconductors bekannt; der Abschluss folgte im Mai.
Die Jahre 2012 bis 2015 waren bei Renesas durch Restrukturierungsmaßnahmen, Personalabbau, Werksschließungen/-verkäufe und eine Neuorganisation der Fertigungsbetriebe geprägt, um wieder rentabel zu werden.
Im September 2016 gab Renesas den Plan zur Übernahme von Intersil für 3,2 Mrd. US-Dollar bekannt. Damit wolle man sich mehr auf den Automotive-Bereich mit dem zunehmenden Trend zum selbstfahrenden Auto fokussieren. Abgeschlossen wurde die Übernahme am 25. Februar 2017.
Zwei Jahre später gab Renesas die Absicht bekannt, IDT für 6,7 Mrd. US$ zu übernehmen. Die Übernahme ist zum 30. März 2019 abgeschlossen worden.
Am 8. Februar 2021 stimmte Dialog Semiconductor einer Übernahme durch Renesas für rund 4,9 Milliarden Euro zu. Die Übernahme wurde zum 31. August 2021 abgeschlossen.
Am 19. März 2021 wurde das Werk in Hitachinaka durch einen Brand im Reinraum erheblich beschädigt; in der Folge musste die Produktion gestoppt werden. Das Werk konnte am 17. April die Fertigung wieder aufnehmen, der Durchsatz erreichte am 24. Juni das ursprüngliche Niveau.
Am 28. Oktober 2021 gab Renesas bekannt, alle ausstehenden Aktien von Celeno Communications Inc. zu erwerben und sie zu einer hundertprozentigen Tochtergesellschaft von Renesas zu machen. Die Übernahme wurde am 21. Dezember 2021 abgeschlossen.
Renesas gab im Mai 2022 seinen Plan bekannt, sein 2014 geschlossenes Werk in Kōfu in der zentraljapanischen Präfektur Yamanashi im Jahr 2024 wieder zu eröffnen. Dazu wurde eine 300-mm-Linie zur Serienfertigung von Leistungshalbleitern installiert, die im April 2024 in Betrieb ging.
Im März 2023 gab Renesas die Absicht der Übernahme der Panthronics AG bekannt, ein Halbleiterunternehmen, das sich auf drahtlose Hochleistungsprodukte (NFC) spezialisiert hat. Die Übernahme wurde am 1. Juni 2023 abgeschlossen.
Die geplante Übernahme der Sequans Communications S.A., einem Spezialisten für 5G/4G zelluläre IoT-Chips und -Module, wurde im August 2023 veröffentlicht. Renesas wollte dazu ein Angebot für alle ausstehenden Sequans-Aktien machen; die Übernahme scheiterte jedoch an einer für Renesas ungünstigen Entscheidung der Steuerbehörde Tokios.
Zu Beginn des Jahres 2023 hielt INCJ noch den größten Anteil an Renesas mit 12,43 %, reduzierte diesen jedoch im Jahresverlauf bis November schrittweise auf null und beendete damit die 10-jährige Unterstützung der Transformation hin zu nachhaltiger Profitabilität.
Im Januar 2024 annoncierte Renesas die Übernahme von Transphorm, ein auf Galliumnitrid spezialisierter Komponentenlieferant, für 339 Millionen USD; der Abschluss erfolgte im Juni 2024.
Im Februar 2024 gab Renesas bekannt, die australische Elektronikdesignfirma Altium für 5,9 Mrd. Dollar übernehmen zu wollen; der Abschluss erfolgte im August 2024.